# 里卡多 (加利福尼亞州)
里卡多（英語：Ricardo）是位於美國加利福尼亞州克恩縣的一個非建制地區。該地的面積和人口皆未知。

## 地理
里卡多的座標為35°22′26″N 117°59′21″W / 35.37389°N 117.98917°W，而該地的平均海拔高度為785米（即2575英尺）。